# Ла-Гарріга
Ла-Гаррі́га (кат. La Garriga, вимова літературною каталанською [łə gə'riɣə]) — муніципалітет, розташований в Автономній області Каталонія, в Іспанії. Код муніципалітету за номенклатурою Інституту статистики Каталонії — 80885. Знаходиться у районі (кумарці) Бальєс-Уріантал (коди району — 41 та VR) провінції Барселона, згідно з новою адміністративною реформою перебуватиме у складі Баґарії (округи) Барселона.

## Населення
Населення міста (у 2007 р.) становить 14.183 особи (з них менше 14 років — 17,2 %, від 15 до 64 — 68,8 %, понад 65 років — 14,1 %). У 2006 р. народжуваність склала 174 особи, смертність — 107 осіб, зареєстровано 93 шлюби. У 2001 р. активне населення становило 5.951 особа, з них безробітних — 559 осіб.

Серед осіб, які проживали на території міста у 2001 р., 8.885 народилися в Каталонії (з них 5.437 осіб у тому самому районі, або кумарці), 2.549 осіб приїхало з інших областей Іспанії, а 603 особи приїхали з-за кордону. 

Університетську освіту має 15,2 % усього населення. 

У 2001 р. нараховувалося 4.180 домогосподарств (з них 17,2 % складалися з однієї особи, 26,9 % з двох осіб,23,5 % з 3 осіб, 23,1 % з 4 осіб, 6,3 % з 5 осіб, 2 % з 6 осіб, 0,7 % з 7 осіб, 0,2 % з 8 осіб і 0,1 % з 9 і більше осіб).

Активне населення міста у 2001 р. працювало у таких сферах діяльності: у сільському господарстві — 1,1 %, у промисловості — 30,6 %, на будівництві — 7,6 % і у сфері обслуговування — 60,6 %. 

 У муніципалітеті або у власному районі (кумарці) працює 5.421 особа, поза районом — 2.547 осіб.

### Доходи населення
У 2002 р. доходи населення розподілялися таким чином :
| \| Доходи населення за статтями доходів \| Доходи населення за статтями доходів \| Доходи населення за статтями доходів \| \| Рік \| 2002 р. \| 2001 р. \| \| ------------------------------------ \| ------------------------------------ \| ------------------------------------ \| \| Заробітна платня \| 57,3 % \| 59,4 % \| \| Доходи від ведення бізнесу \| 30,6 % \| 28,5 % \| \| Соціальна допомога \| 12,2 % \| 12,1 % \| |         |         |
| Доходи населення за статтями доходів |         |         |
| Рік | 2002 р. | 2001 р. |
| Заробітна платня | 57,3 %  | 59,4 %  |
| Доходи від ведення бізнесу | 30,6 %  | 28,5 %  |
| Соціальна допомога | 12,2 %  | 12,1 %  |

### Безробіття
У 2007 р. нараховувалося 414 безробітних (у 2006 р. — 415 безробітних), з них чоловіки становили 36,7 %, а жінки — 63,3 %.

## Економіка
У 1996 р. валовий внутрішній продукт розподілявся по сферах діяльності таким чином :
| \| Валовий внутрішній продукт \| Валовий внутрішній продукт \| Валовий внутрішній продукт \| \| Рік \| 1996 р. \| 1991 р. \| \| -------------------------- \| -------------------------- \| -------------------------- \| \| Сільське господарство \| 0,6 % \| 0,7 % \| \| Промисловість \| 43,2 % \| 55,9 % \| \| Будівництво \| 8,1 % \| 7,8 % \| \| Послуги \| 48,1 % \| 35,5 % \| |         |         |
| Валовий внутрішній продукт |         |         |
| Рік | 1996 р. | 1991 р. |
| Сільське господарство | 0,6 %   | 0,7 %   |
| Промисловість | 43,2 %  | 55,9 %  |
| Будівництво | 8,1 %   | 7,8 %   |
| Послуги | 48,1 %  | 35,5 %  |

### Підприємства міста

#### Промислові підприємства
| \| Промислові підприємства міста, за сферою діяльності \| Промислові підприємства міста, за сферою діяльності \| Промислові підприємства міста, за сферою діяльності \| \| Рік \| 2002 р. \| 2001 р. \| \| --------------------------------------------------- \| --------------------------------------------------- \| --------------------------------------------------- \| \| Енергетичні та водні ресурси \| 1,6 % \| 1,6 % \| \| Хімія та метали \| 3,2 % \| 3,7 % \| \| Переробка металів \| 26,7 % \| 24,6 % \| \| Продукти харчування \| 6,4 % \| 6,4 % \| \| Текстиль \| 11,2 % \| 11,8 % \| \| Виробництво меблів, видання \| 44,4 % \| 45,5 % \| \| Інше \| 6,4 % \| 6,4 % \| \| Усього підприємств \| 187 \| 187 \| |         |         |
| Промислові підприємства міста, за сферою діяльності |         |         |
| Рік | 2002 р. | 2001 р. |
| Енергетичні та водні ресурси | 1,6 %   | 1,6 %   |
| Хімія та метали | 3,2 %   | 3,7 %   |
| Переробка металів | 26,7 %  | 24,6 %  |
| Продукти харчування | 6,4 %   | 6,4 %   |
| Текстиль | 11,2 %  | 11,8 %  |
| Виробництво меблів, видання | 44,4 %  | 45,5 %  |
| Інше | 6,4 %   | 6,4 %   |
| Усього підприємств | 187     | 187     |

#### Роздрібна торгівля
| \| Підприємства роздрібної торгівлі міста, за сферою діяльності \| Підприємства роздрібної торгівлі міста, за сферою діяльності \| Підприємства роздрібної торгівлі міста, за сферою діяльності \| \| Рік \| 2002 р. \| 2001 р. \| \| ------------------------------------------------------------ \| ------------------------------------------------------------ \| ------------------------------------------------------------ \| \| Продукти харчування \| 26 % \| 27,9 % \| \| Одяг та взуття \| 19,6 % \| 18,1 % \| \| Товари для дому \| 25,5 % \| 25 % \| \| Книги та періодичні видання \| 2,5 % \| 2,5 % \| \| Промислова хімічна продукція \| 7,4 % \| 8,3 % \| \| Продукція, пов'язана з транспортними засобами \| 3,4 % \| 2,9 % \| \| Інше \| 15,7 % \| 15,2 % \| \| Усього підприємств \| 204 \| 204 \| |         |         |
| Підприємства роздрібної торгівлі міста, за сферою діяльності |         |         |
| Рік | 2002 р. | 2001 р. |
| Продукти харчування | 26 %    | 27,9 %  |
| Одяг та взуття | 19,6 %  | 18,1 %  |
| Товари для дому | 25,5 %  | 25 %    |
| Книги та періодичні видання | 2,5 %   | 2,5 %   |
| Промислова хімічна продукція | 7,4 %   | 8,3 %   |
| Продукція, пов'язана з транспортними засобами | 3,4 %   | 2,9 %   |
| Інше | 15,7 %  | 15,2 %  |
| Усього підприємств | 204     | 204     |

#### Сфера послуг
| \| Підприємства міста, що працюють у сфері послуг, за діяльністю \| Підприємства міста, що працюють у сфері послуг, за діяльністю \| Підприємства міста, що працюють у сфері послуг, за діяльністю \| \| Рік \| 2002 р. \| 2001 р. \| \| ------------------------------------------------------------- \| ------------------------------------------------------------- \| ------------------------------------------------------------- \| \| Гуртова торгівля \| 17,1 % \| 17,8 % \| \| Готелі та готельний бізнес \| 12 % \| 11,9 % \| \| Транспорт та зв'язок \| 18,5 % \| 20,1 % \| \| Посередницькі фінансові послуги \| 2,8 % \| 3 % \| \| Послуги підприємствам \| 9,1 % \| 8,7 % \| \| Послуги фізичним особам \| 28,3 % \| 27,1 % \| \| Нерухомість та ін. \| 12,2 % \| 11,4 % \| \| Усього підприємств \| 492 \| 472 \| |         |         |
| Підприємства міста, що працюють у сфері послуг, за діяльністю |         |         |
| Рік | 2002 р. | 2001 р. |
| Гуртова торгівля | 17,1 %  | 17,8 %  |
| Готелі та готельний бізнес | 12 %    | 11,9 %  |
| Транспорт та зв'язок | 18,5 %  | 20,1 %  |
| Посередницькі фінансові послуги | 2,8 %   | 3 %     |
| Послуги підприємствам | 9,1 %   | 8,7 %   |
| Послуги фізичним особам | 28,3 %  | 27,1 %  |
| Нерухомість та ін. | 12,2 %  | 11,4 %  |
| Усього підприємств | 492     | 472     |

## Житловий фонд
У 2001 р. 5,6 % усіх родин (домогосподарств) мали житло метражем до 59 м2, 42,1 % — від 60 до 89 м2, 29,8 % — від 90 до 119 м2 і
22,5 % — понад 120 м2.

З усіх будівель у 2001 р. 38 % було одноповерховими, 41,2 % — двоповерховими, 14,5 % — триповерховими, 4,1 % — чотириповерховими, 1,4 % — п'ятиповерховими, 0,8 % — шестиповерховими,
0 % — семиповерховими, 0 % — з вісьмома та більше поверхами.

## Автопарк
| \| Автомобілі, зареєстровані у місті, за призначенням \| Автомобілі, зареєстровані у місті, за призначенням \| Автомобілі, зареєстровані у місті, за призначенням \| \| Рік \| 2006 р. \| 2005 р. \| \| -------------------------------------------------- \| -------------------------------------------------- \| -------------------------------------------------- \| \| Приватні автомобілі \| 70,2 % \| 70,5 % \| \| Мотоцикли \| 8,8 % \| 8 % \| \| Вантажівки \| 16,8 % \| 17,1 % \| \| Трактори \| 0,8 % \| 0,8 % \| \| Автобуси та ін. \| 3,5 % \| 3,6 % \| \| Усього автомобілів \| 9.883 шт. \| 9.691 шт. \| |           |           |
| Автомобілі, зареєстровані у місті, за призначенням |           |           |
| Рік | 2006 р.   | 2005 р.   |
| Приватні автомобілі | 70,2 %    | 70,5 %    |
| Мотоцикли | 8,8 %     | 8 %       |
| Вантажівки | 16,8 %    | 17,1 %    |
| Трактори | 0,8 %     | 0,8 %     |
| Автобуси та ін. | 3,5 %     | 3,6 %     |
| Усього автомобілів | 9.883 шт. | 9.691 шт. |

## Вживання каталанської мови
У 2001 р. каталанську мову у місті розуміли 96,7 % усього населення (у 1996 р. — 96,6 %), вміли говорити нею 82,7 % (у 1996 р. — 83,5 %), вміли читати 81,1 % (у 1996 р. — 78,5 %), вміли писати 63,1 % (у 1996 р. — 52,4 %). Не розуміли каталанської мови 3,3 %.

## Політичні уподобання
У виборах до Парламенту Каталонії у 2006 р. взяло участь 6.485 осіб (у 2003 р. — 6.502 особи). Голоси за політичні сили розподілилися таким чином:
| \| Вибори до Парламенту Каталонії \| Вибори до Парламенту Каталонії \| Вибори до Парламенту Каталонії \| \| Рік \| 2006 р. \| 2003 р. \| \| -------------------------------------- \| ------------------------------ \| ------------------------------ \| \| Конвергенція та Єднання (CiU) \| 42,1 % \| 40 % \| \| Соціалістична партія Каталонії (PSC) \| 18,6 % \| 20,9 % \| \| Народна партія (PP) \| 6,9 % \| 9 % \| \| Ініціатива за зелену Каталонію (IC) \| 10,2 % \| 6,1 % \| \| Республіканська лівиця Каталонії (ERC) \| 17,9 % \| 22,9 % \| \| Громадянська партія (C's) \| 1,9 % \| 0 % \| \| Інші \| 2,3 % \| 0,9 % \| |         |         |
| Вибори до Парламенту Каталонії |         |         |
| Рік | 2006 р. | 2003 р. |
| Конвергенція та Єднання (CiU) | 42,1 %  | 40 %    |
| Соціалістична партія Каталонії (PSC) | 18,6 %  | 20,9 %  |
| Народна партія (PP) | 6,9 %   | 9 %     |
| Ініціатива за зелену Каталонію (IC) | 10,2 %  | 6,1 %   |
| Республіканська лівиця Каталонії (ERC) | 17,9 %  | 22,9 %  |
| Громадянська партія (C's) | 1,9 %   | 0 %     |
| Інші | 2,3 %   | 0,9 %   |

У муніципальних виборах у 2007 р. взяло участь 5.838 осіб (у 2003 р. — 6.101 особа). Голоси за політичні сили розподілилися таким чином:
| \| Муніципальні вибори \| Муніципальні вибори \| Муніципальні вибори \| \| Рік \| 2007 р. \| 2003 р. \| \| -------------------------------------- \| ------------------- \| ------------------- \| \| Конвергенція та Єднання (CiU) \| 27 % \| 29,8 % \| \| Соціалістична партія Каталонії (PSC) \| 20,7 % \| 21,8 % \| \| Народна партія (PP) \| 6,3 % \| 6,5 % \| \| Ініціатива за зелену Каталонію (IC) \| 13,2 % \| 14 % \| \| Республіканська лівиця Каталонії (ERC) \| 10 % \| 27,8 % \| \| Громадянська партія (C's) \| 0 % \| 0 % \| \| Інші \| 22,7 % \| 0 % \| |         |         |
| Муніципальні вибори |         |         |
| Рік | 2007 р. | 2003 р. |
| Конвергенція та Єднання (CiU) | 27 %    | 29,8 %  |
| Соціалістична партія Каталонії (PSC) | 20,7 %  | 21,8 %  |
| Народна партія (PP) | 6,3 %   | 6,5 %   |
| Ініціатива за зелену Каталонію (IC) | 13,2 %  | 14 %    |
| Республіканська лівиця Каталонії (ERC) | 10 %    | 27,8 %  |
| Громадянська партія (C's) | 0 %     | 0 %     |
| Інші | 22,7 %  | 0 %     |